# Киевское восстание 1146—1147 годов

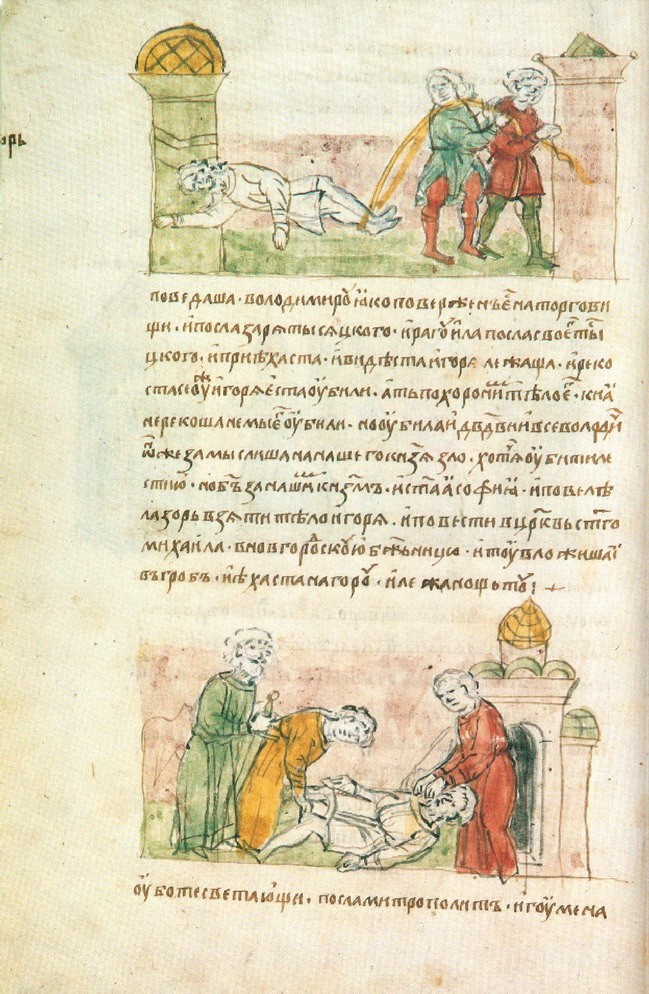
Восстание в Киеве 1146 год. (Миниатюра из Радзивилловской летописи).

Киевское восстание 1146—1147 годов — восстание горожан Киева против передачи власти князем Всеволодом Ольговичем своему брату Игорю Ольговичу.

## Причины
Поводом к восстанию стала смена князя в Киеве по причине смерти Всеволода Ольговича (1 августа 1146 года). Он передал киевский престол брату Игорю Ольговичу, что вызвало возмущение горожан, недовольных правлением умершего. Киевляне не желали передачи города в наследство, в частности отпрыску из семьи Ольговичей, и хотели сами решать, кто будет их князем.

## События
Вече на Подоле требовало от Игоря Ольговича поклясться не притеснять горожан. Игорь дал это обещание, однако масса киевлян все равно осталась недовольна и начала громить дворы тиунов Всеволода Ольговича, его мечников и бояр. Нарастающее недовольство использовала боярская партия во главе с тысяцким Улебом и призвала на княжение Изяслава Мстиславича (внука Владимира Мономаха) из Переяславля.
Изяслав выиграл сражение у Ольговичей возле валов Киева благодаря переходу на его сторону киевского ополчения. Игоря Ольговича насильно постригли в монахи, а Изяслав 13 апреля вступил в Киев и занял престол.
В следующем, 1147 году Игорь Ольгович был убит киевлянами.